# Parkbench Drive
Parkbench Drive (PBD) ist eine Street-Rock-Band aus Österreich.

## Geschichte
Die Band wurde im Jahr 2008 in der oberen Steiermark gegründet und bestand aus der Ursprungsbesetzung Christian Hollik, Bernhard Scheikl, Michael Sägmüller und Michael Scheder. Wie viele Bands, hatten auch Parkbench Drive am Anfang der Karriere einige Besetzungsprobleme und wechselten Schlagzeuger und Gitarristen.
In der aktuellen Besetzung mit Christian Hollik (Chris), Bernhard Scheikl (Hatl), Andreas Ebner (Andi) und Christoph Scharfegger (Christoph) haben die Musiker laut Interviews und Aufzeichnungen eine Besetzung in der Band, die sie zu unzertrennlichen Freunden und Musikern macht.
Die Band war von Anfang an bestrebt, eigene Songs zu schreiben und trat damit erstmals am 9. August 2008 am Brucker Stadtfest und darauffolgend in „Jörgis Bar“ Mitterdorf/Mürztal auf. Gerade in der Steiermark schaffte es die Band, sich in kurzer Zeit durch viele Konzerte einen Namen zu erspielen.
Im Jahr 2010 veröffentlichte die Band ein Demo-Album namens Confessions. Es folgten immer größer werdende Konzerte, im gleichen Jahr gingen Parkbench Drive eine Kooperation mit dem Produzenten Gwenael Damman einzugehen, dem früheren Bassisten von Christina Stürmer und Nina Hagen. Mit dem neuen Produzenten nahmen die Musiker drei Singles auf. Die erste Single The Escape wurde 2011 veröffentlicht und fand viel Anklang in den österreichischen Radiosendern.
Ende 2011 folgte dann bereits die Single I’m not scared und im Oktober 2012 das Debütalbum ...for the broken hearts, dem eine Promotion- und Konzerttour folgte. Aufgrund des großen Fankreises und der dauerhaften Unterstützung von Fans landete die Single I’m not scared prompt in den Austria Top 40 Single Charts und hielt sich dort über acht Wochen lang. Weiters belegten sie wochenlang Platz 1 in den Rock-Charts. Mitte 2015 veröffentlichte die Band ihre neue Single Right Here Alone, die österreichweit in den Radiosendern gespielt wurde.
Im Jahr 2016 erschien das dritte Studioalbum mit Namen A Signal Light.
Mit dem Album veröffentlichte Parkbench Drive auch die gleichnamige Single A Signal Light mit Musikvideo, das die Band von ihrer privaten Seite und beim Touren zeigt. Auch diese Single läuft österreichweit in den Radios.
Im Jahr 2018 gründeten die Mitglieder Ebner, Hollik und Scharfegger die Metalcore- und Modern-Metal-Band Silenzer.

## Name
Der Bandnamen basiert auf der Begebenheit, dass der Bassist der Band vor dem Proberaum mit seinem Auto eine Parkbank rammt. Die Musiker entschieden sich daher kurzerhand für den Namen „Parkbench Drive“.

## Diskografie

### Alben
- 2010: Confessions (Demo)
- 2012: …for the broken hearts (Earcatcher Records)
- 2016: A Signal Light

### Singles
- 2011: The Escape
- 2011: I’m not Scared
- 2015: Right Here Alone
- 2016: A Signal Light